# Alcis semiusta
Alcis semiusta är en fjärilsart som beskrevs av Max Joseph Bastelberger 1909. Alcis semiusta ingår i släktet Alcis och familjen mätare. Inga underarter finns listade i Catalogue of Life.

## Bildgalleri

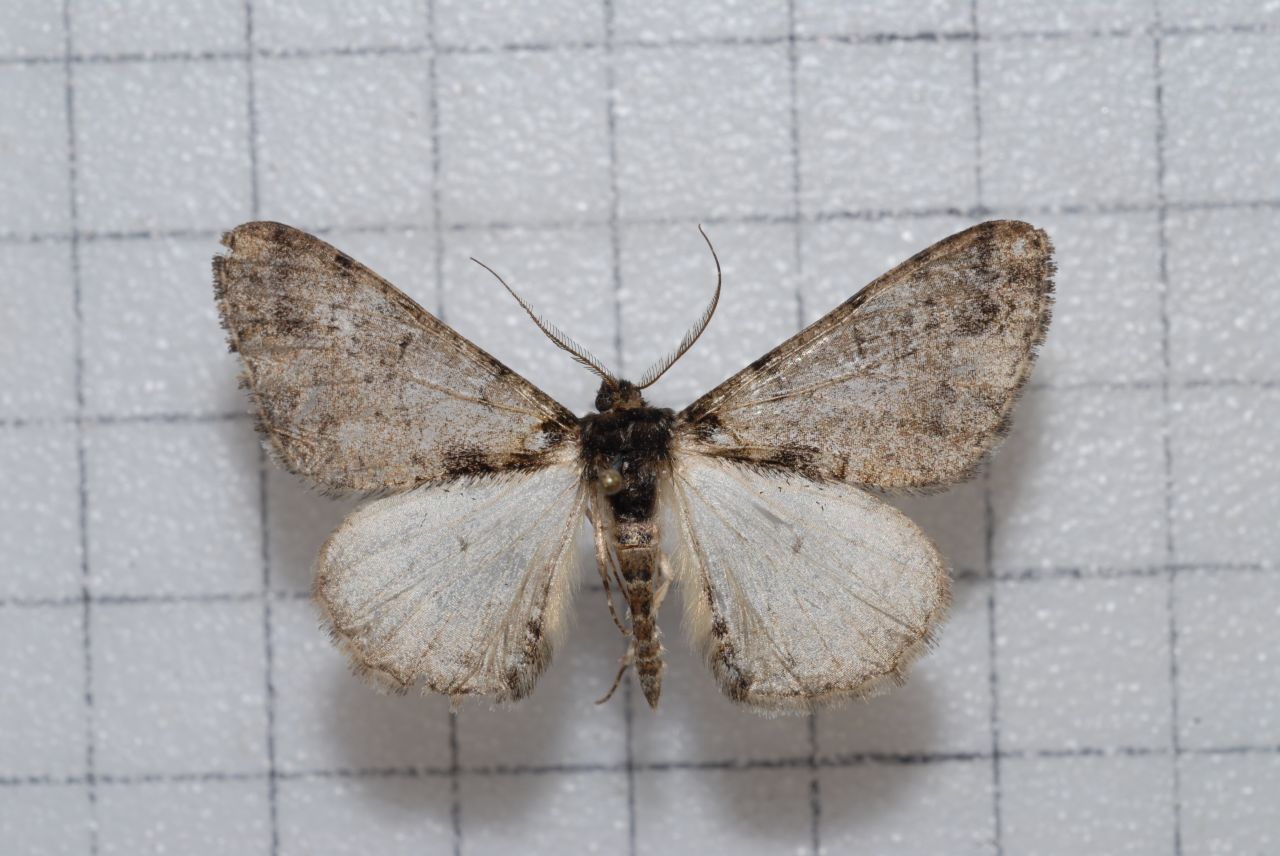
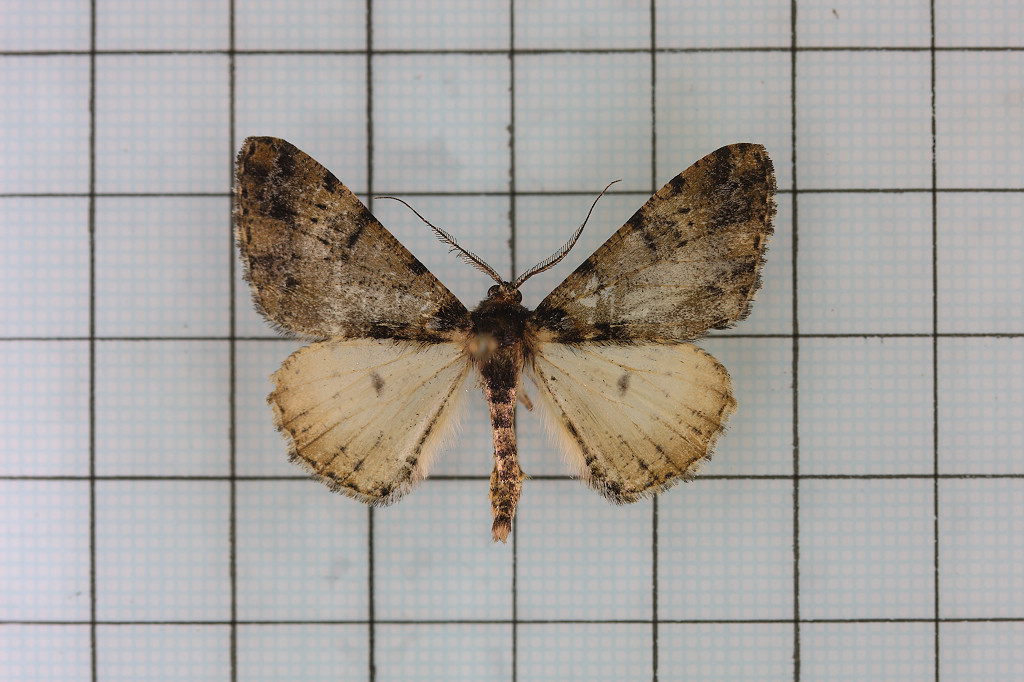
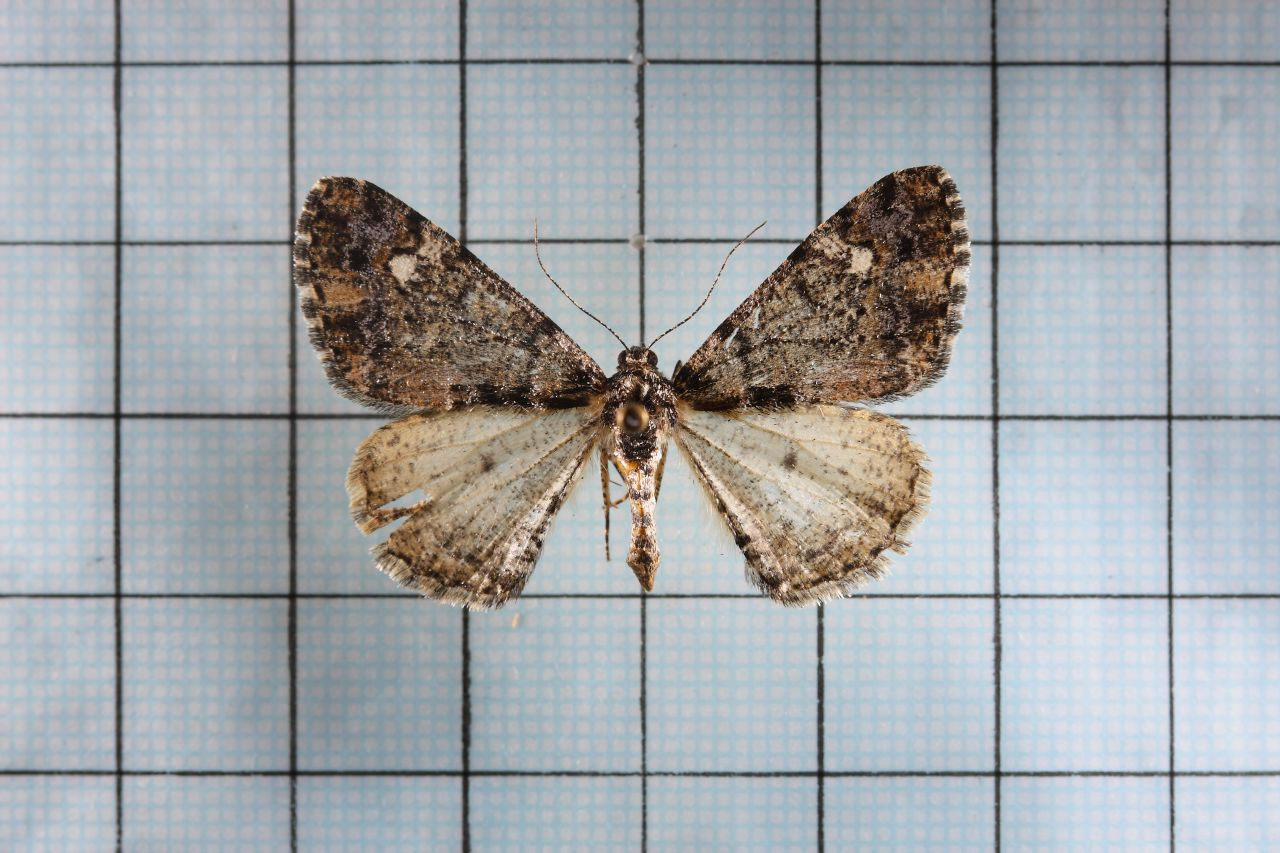
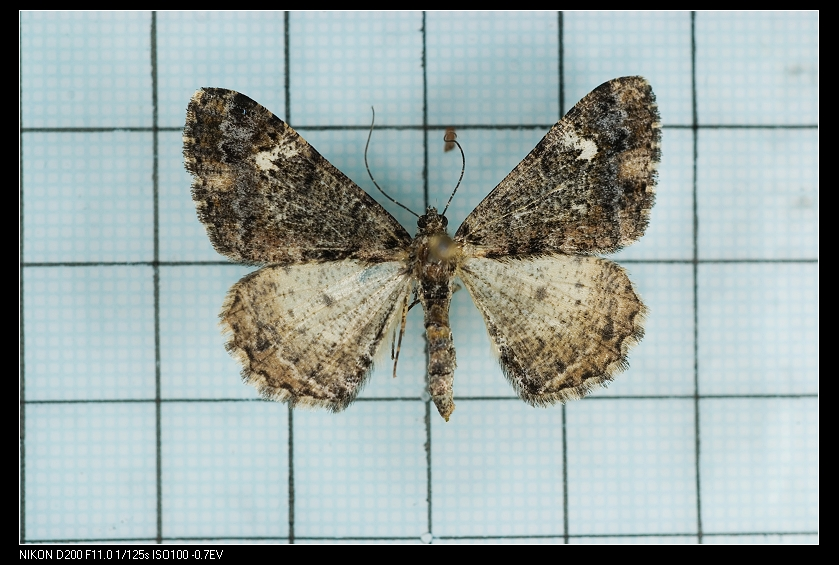
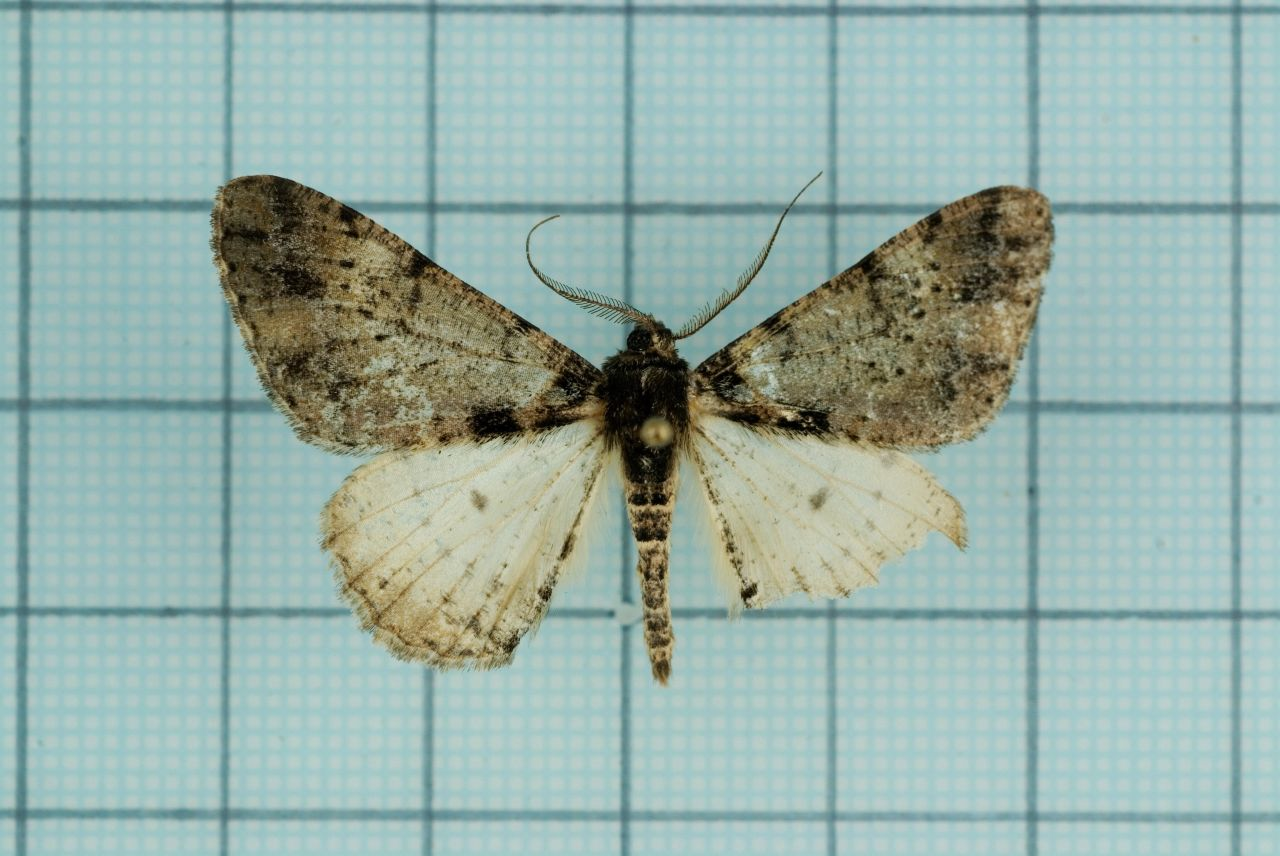
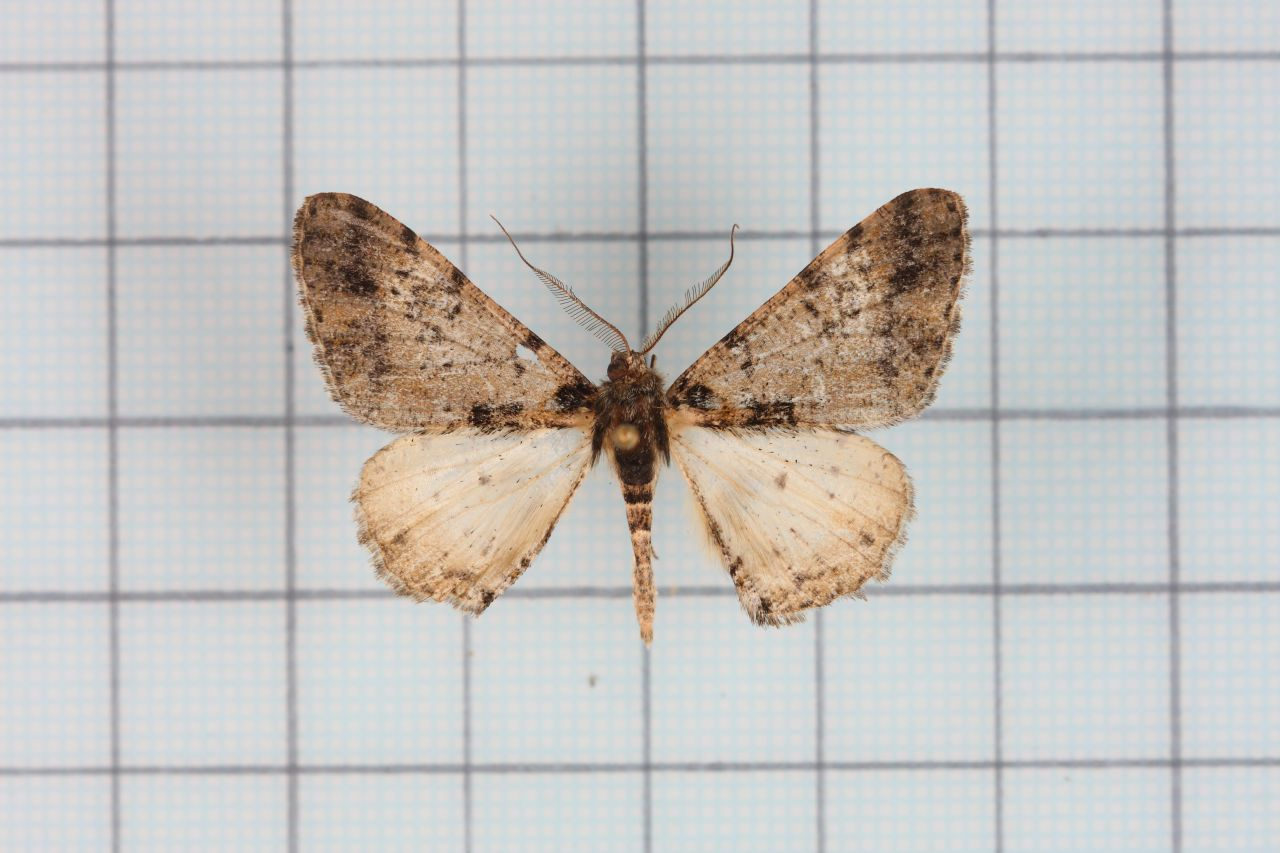